# Vertrag von Wehlau
Der Vertrag von Wehlau war ein während des Zweiten Nordischen Krieges am 19. September 1657 geschlossener Separatfrieden zwischen dem brandenburgischen Kurfürsten Friedrich Wilhelm und dem polnischen König Johann II. Kasimir. Ausgehandelt wurde er in Wehlau. Seine historische Bedeutung lag im Gewinn der Souveränität für das vom Kurfürsten regierte Herzogtum Preußen.  

## Vorgeschichte
Als Christina (Schweden) am 16. Juni 1654 abdankte und Karl X. Gustav aus dem Haus Wittelsbach König von Schweden wurde, erhob Johann II., ungeachtet des Widerspruchs seiner höchsten Würdenträger, als Urenkel Gustav I. Wasas Anspruch auf den schwedischen Thron. Dies kam einer Kriegserklärung an Schweden gleich und gab Karl X. Gustav den willkommenen Anlass zum Krieg gegen Polen.
Der brandenburgische Kurfürst Friedrich Wilhelm wurde im Sommer 1655 in den Krieg Schwedens gegen Polen als Landesherr von Pommern und der Neumark, den Durchzugsgebieten der Schweden nach Großpolen, und Lehnsmann Polens im Herzogtum Preußen hineingezogen. Bereits bei Kriegsausbruch wurde in der Umgebung des Kurfürsten erwogen, eine mögliche Gelegenheit zum Abschütteln der polnischen Lehnsherrschaft im Herzogtum auszunutzen. Während der schwedische König Karl X. Gustav in kurzer Zeit beinahe ganz Polen unterwarf, wobei ihn polnische und litauische Magnaten als Lehnsherren anerkannten, und der polnische König ins Heilige Römische Reich floh, stellte Friedrich Wilhelm im Herzogtum Preußen und im Reich eigene Streitkräfte auf, die er in Preußen zusammenführte. Gegen Ende des Jahres 1655 besetzten überlegene schwedische Truppen das Herzogtum einschließlich der Häfen Pillau und Memel und schlossen die kurbrandenburgische Armee in der Umgebung der Hauptstadt Königsberg i. Pr. ein.
Friedrich Wilhelm musste am 17. Januar 1656 im Vertrag von Königsberg die Herrschaft Karl Gustavs im Herzogtum anerkennen und es von ihm zum Lehen nehmen. Er verpflichtete sich, der schwedischen Armee logistische Unterstützung zu gewähren. Zugleich erhielt er das 1655 von Karl X. Gustav eroberte polnische Fürstbistum Ermland als Lehen. Beide erklärten das vergrößerte Herzogtum für neutral. Für die Ableistung des Lehnseides gegenüber Karl X. Gustav gewährte der Vertrag Friedrich Wilhelm einen Aufschub von einem Jahr. 
Als Karl Gustav im Frühjahr erkannte, dass er seine Position in Polen nicht ohne fremde Hilfe halten konnte, bot er Friedrich Wilhelm als Preis für ein Bündnis gegen Polen die Gewährung der Souveränität in Preußen und die Garantie großer Gebietserweiterungen an. Beide Seiten schlossen daraufhin im Juni 1656 den Vertrag von Marienburg, dessen erster Erfolg der Sieg in der Schlacht bei Warschau war. Zum Dank und zur Festigung des Bündnisses entließ Karl X. Gustav das Herzogtum Preußen und das Ermland im Vertrag von Labiau aus der schwedischen Lehnsabhängigkeit, wodurch der Kurfürst dort zum souveränen Herrscher wurde. In dessen Folge kam es zum Tatarensturm. Krimtataren, die in polnischen Diensten standen, drangen in Ostpreußen ein.
Friedrich Wilhelm war jedoch an einem Kriegsende nur dann interessiert, wenn auch Polen seine Souveränität in Preußen anerkannt hatte. Er hielt Karl Gustav hin, bis es im Herbst 1656 zu einem Bündnis Polens mit Russland gegen Schweden im Vertrag von Wilna gekommen war. Angesichts der Misserfolge Schwedens und eines weiteren Bündnisses zwischen Johann Kasimir und dem König in Germanien Leopold fühlte Friedrich Wilhelm insgeheim in Polen und beim habsburgischen Gesandten Franz von Lisola vor, welche Belohnung er für einen Wechsel ins polnische Lager zu erwarten hätte. Unterstützt wurde er dabei von Bogusław Radziwiłł, einem polnisch-litauischen Magnaten, der ebenfalls beabsichtigte, sich aus der Verbindung mit Schweden zu lösen. Die schwierigen Geheimverhandlungen mündeten im preußischen Wehlau in den gleichnamigen Vertrag. Der Vertrag wurde erst im November veröffentlicht, weil Friedrich Wilhelm schwedische Repressalien fürchtete.

## Inhalt
Neben Friedensbekundungen und Bestimmungen zu Amnestie, Rückerstattung und Gefangenenfreilassung enthielt der Vertrag einen allgemeinen Hauptteil zu den gegenseitigen Beziehungen und konkrete Übereinkünfte zum stattfindenden Krieg. Im Hauptteil verzichtete der polnische König auf die Lehnsherrschaft über das Herzogtum Preußen und übergab seine Suzeränrechte an den Kurfürsten und dessen rechtmäßige, männliche Nachkommen. Im Gegenzug trat Friedrich Wilhelm aus dem Bündnis mit Schweden aus. Brandenburgs Truppen mussten die von ihnen in Polen besetzten Orte räumen, darunter Posen und Kosten. Der Kurfürst erhielt die Lande Lauenburg und Bütow als polnisches Lehen und die Anwartschaft auf das allerdings noch von den Schweden besetzte Elbing. Ein Artikel schrieb die Amnestierung Bogusław Radziwiłłs fest.

## Folgen
Kurz darauf ratifizierte der Vertrag von Bromberg den Wehlauer Vertrag mit kleineren Änderungen und wandelte ihn in ein Bündnis des Kurfürsten mit Polen um. Im Frieden von Oliva erkannten 1660 auch Schweden und Österreich sowie die Garantiemacht Frankreich den Vertrag von Wehlau an.

## Entwicklungsgang zur Souveränität Preußens

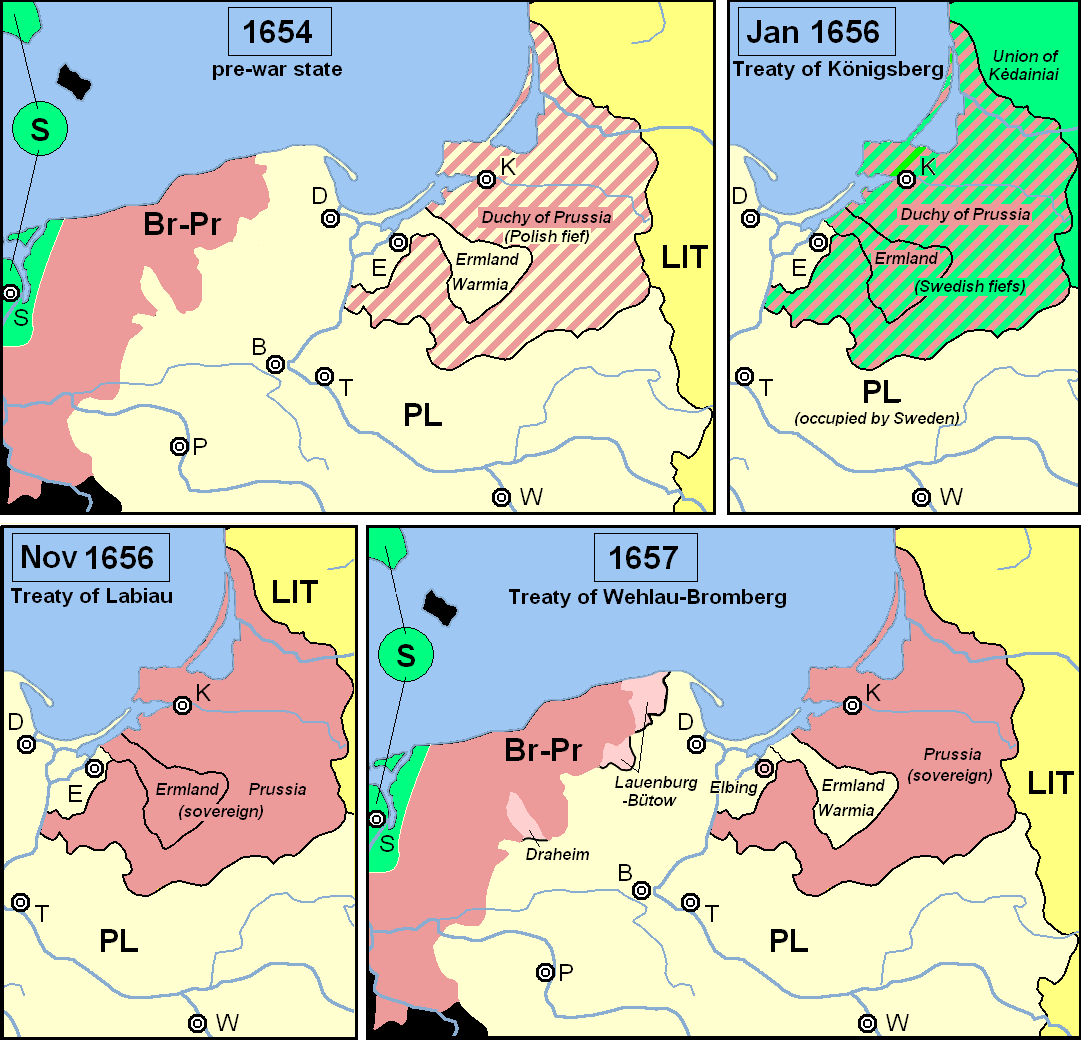
Entwicklung Preußens

- 17. Januar 1656 Vertrag von Königsberg
- 23. Juni 1656 Vertrag von Marienburg
- 28.–30. Juni 1656 Schlacht bei Warschau
- 20. November 1656 Vertrag von Labiau
- 19. September 1657 Vertrag von Wehlau
- 6. November 1657 Vertrag von Bromberg
- 3. Mai 1660 Vertrag von Oliva